# كأس العالم تحت 17 سنة لكرة القدم 2019

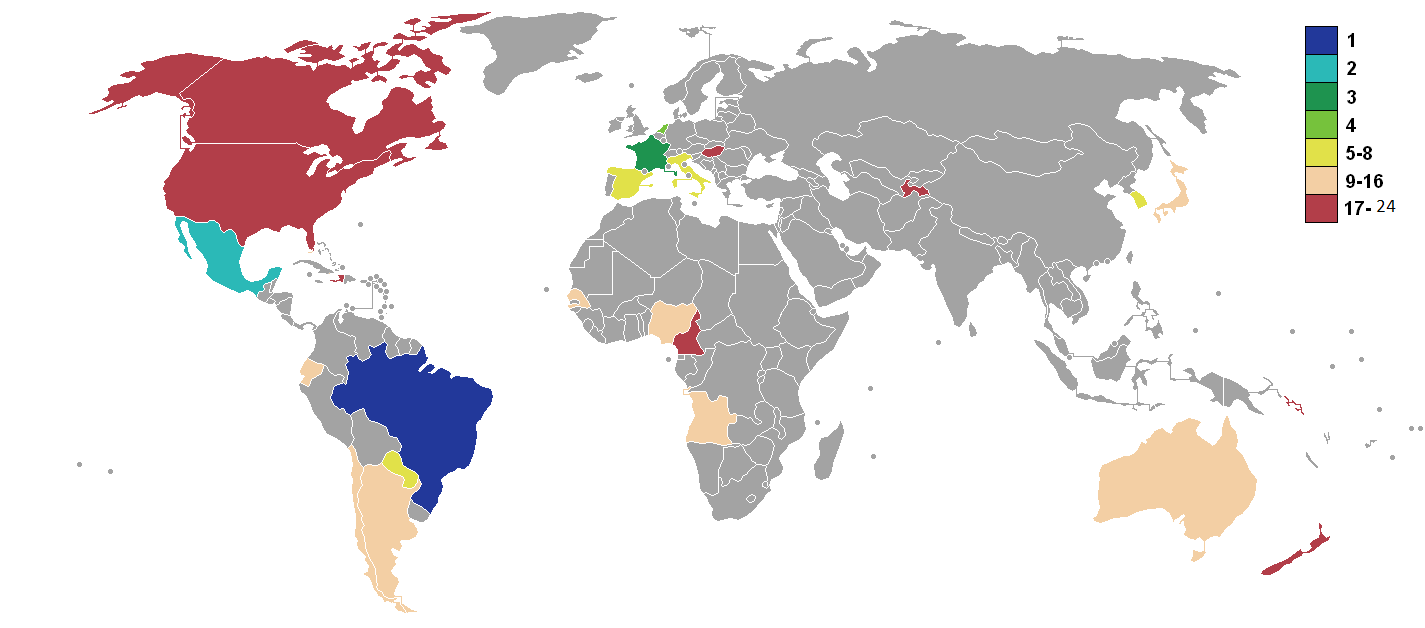
نتائج كأس العالم تحت 17 سنة 2019 لكل دولة.

بطولة كأس العالم تحت 17 سنة 2019 هي النسخة الثامنة عشرة من كأس العالم تحت 17 سنة، وهي بطولة كرة القدم الدولية للشباب للرجال التي تتنافس عليها الفرق الوطنية تحت 17 سنة من الاتحادات الأعضاء في الفيفا، والتي ستستضيف في البرازيل بين 26 أكتوبر و17 نوفمبر 2019.
في الأصل، تقرر أن بيرو كانت ستستضيفها بين 5 و27 أكتوبر 2019، ومع ذلك، تم الإعلان في فبراير 2019 أنها لن تستضيف البطولة بعد فحص المرافق والقلق بشأن التحديات التنظيمية. صدق إعلان رسمي في 15 مارس 2019 على التوصية بنقل البطولة إلى البرازيل.
مع التصديق على اسم البرازيل كمضيف، فإن ذلك سيكون للمرة الأولى التي تستضيف فيها البرازيل مسابقة شباب للفيفا، بعد أن استضافت كأس العالم لكرة القدم مرتين في السابق.
كانت إنجلترا هي حامل اللقب، لكنها لن تدافع عن لقبها بعد إقصائها في مرحلة المجموعات في بطولة أمم أوروبا تحت 17 سنة في جمهورية أيرلندا عام 2019. أصبحت إنجلترا ثاني حامل لقب على التوالي فشل في التأهل.

## اختيار المضيف
تم إطلاق عملية المزايدة لاستضافة كأس العالم تحت 20 سنة 2019 وكأس العالم تحت 17 سنة 2019 من قبل الفيفا في يونيو 2017. ويجوز لجمعية عضو أن تقدم عطاءات لكلتا الدورتين، غير أنها ستمنح لمختلف المضيفين.

### الجولة الأصلية من المزايدة
أعلن بلدان علنا مزايداتهما الرسمية لاستضافة البطولة.
- بيرو
- رواندا (سحبت)

في 8 مارس 2018، سحبت رواندا عرضها لاستضافة البطولة بسبب الوقت والجوانب اللوجستية. ثم أعلن الاتحاد الدولي لكرة القدم (فيفا) بالإجماع عن بيرو كبلد مضيف بعد اجتماع مجلس الفيفا في 16 مارس 2018 في بوغوتا، كولومبيا.

### الجولة الثانية من المزايدة
في 22 فبراير 2019، أعلن الفيفا أنه سيتم نقل البطولة إلى مضيف لم يتم تحديده بعد بعد أن وجدت زيارات التفتيش مشاكل مع البنية التحتية المعدة والتنظيم في بيرو. وفي اليوم نفسه، أرسل الأمين العام للفيفا فاطمة سامورا رسالة إلى الاتحاد البرازيلي لكرة القدم لتحديد ما إذا كان يمكن عقد البطولة في ذلك البلد، وكانت الإجابة إيجابية. عززت كونميبول الفكرة بدعوى أنه بسبب التحضير لكوبا أمريكا 2019، المقرر أن يبدأ في أقل من أربعة أشهر، ستكون البرازيل هي الوحيدة القادرة على الالتزام في مثل هذا الوقت القصير. مع تغيير المكان، قد تتأخر البطولة لمدة شهر واحد. تم تأكيد البرازيل كمضيف جديد من قبل مجلس الفيفا في 15 مارس 2019.

## الفرق المتأهلة
حاليا ما مجموعه 24 فريقا مؤهلا للبطولة النهائية. البرازيل كفريق مضيف جنبا إلى جنب مع 23 فريقا آخر يتأهل من ست مسابقات قارية منفصلة. تمت الموافقة على تخصيص الأماكن من قبل مجلس الفيفا في 10 يونيو 2018.
| الكونفدرالية                | المسابقة التأهيلية                    | الفريق           | الظهور | آخر ظهور | الأداء الأفضل السابق                                 |
| --------------------------- | ------------------------------------- | ---------------- | ------ | -------- | ---------------------------------------------------- |
| الاتحاد الآسيوي لكرة القدم  | بطولة آسيا للناشئين تحت 16 عاما 2018  | أستراليا         | 13th   | 2015     | الوصيف (1999)                                        |
| الاتحاد الآسيوي لكرة القدم  | بطولة آسيا للناشئين تحت 16 عاما 2018  | اليابان          | 9th    | 2017     | ربع النهائي (1993، 2011)                             |
| الاتحاد الآسيوي لكرة القدم  | بطولة آسيا للناشئين تحت 16 عاما 2018  | كوريا الجنوبية   | 6th    | 2015     | ربع النهائي (1987، 2009)                             |
| الاتحاد الآسيوي لكرة القدم  | بطولة آسيا للناشئين تحت 16 عاما 2018  | طاجيكستان        | 2nd    | 2007     | دور الـ16 (2007)                                     |
| الاتحاد الأفريقي لكرة القدم | كأس الأمم الأفريقية تحت 17 سنة 2019   | الكاميرون        | 2nd    | 2003     | مرحلة المجموعات (2003)                               |
| الاتحاد الأفريقي لكرة القدم | كأس الأمم الأفريقية تحت 17 سنة 2019   | نيجيريا          | 12th   | 2015     | بطل (1985، 1993، 2007، 2013، 2015)                   |
| الاتحاد الأفريقي لكرة القدم | كأس الأمم الأفريقية تحت 17 سنة 2019   | أنغولا           | 1st    | لا يوجد  | لأول مرة                                             |
| الاتحاد الأفريقي لكرة القدم | كأس الأمم الأفريقية تحت 17 سنة 2019   | السنغال          | 1st    | لا يوجد  | لأول مرة                                             |
| كونكاكاف                    | بطولة كونكاكاف تحت 17 سنة 2019        | كندا             | 7th    | 2013     | مرحلة المجموعات (1987، 1989، 1993، 1995، 2011، 2013) |
| كونكاكاف                    | بطولة كونكاكاف تحت 17 سنة 2019        | الولايات المتحدة | 17th   | 2017     | المركز الرابع (1999)                                 |
| كونكاكاف                    | بطولة كونكاكاف تحت 17 سنة 2019        | المكسيك          | 14th   | 2017     | بطل (2005، 2011)                                     |
| كونكاكاف                    | بطولة كونكاكاف تحت 17 سنة 2019        | هايتي            | 2nd    | 2007     | مرحلة المجموعات (2007)                               |
| كونميبول                    | البلد المضيف                          | البرازيل         | 17th   | 2017     | بطل (1997، 1999، 2003)                               |
| كونميبول                    | بطولة أمريكا الجنوبية تحت 17 سنة 2019 | الأرجنتين        | 14th   | 2015     | المركز الثالث (1991، 1995، 2003)                     |
| كونميبول                    | بطولة أمريكا الجنوبية تحت 17 سنة 2019 | تشيلي            | 5th    | 2017     | المركز الثالث (1993)                                 |
| كونميبول                    | بطولة أمريكا الجنوبية تحت 17 سنة 2019 | الإكوادور        | 5th    | 2015     | ربع النهائي (1995، 2015)                             |
| كونميبول                    | بطولة أمريكا الجنوبية تحت 17 سنة 2019 | باراغواي         | 5th    | 2017     | ربع النهائي (1999)                                   |
| اتحاد أوقيانوسيا لكرة القدم | بطولة أوقيانوسيا تحت 16 سنة 2018      | نيوزيلندا        | 9th    | 2017     | دور الـ16 (2009، 2011، 2015)                         |
| اتحاد أوقيانوسيا لكرة القدم | بطولة أوقيانوسيا تحت 16 سنة 2018      | جزر سليمان       | 1st    | لا يوجد  | لأول مرة                                             |
| الاتحاد الأوروبي لكرة القدم | بطولة أمم أوروبا تحت 17 سنة 2019      | فرنسا            | 7th    | 2017     | بطل (2001)                                           |
| الاتحاد الأوروبي لكرة القدم | بطولة أمم أوروبا تحت 17 سنة 2019      | هولندا           | 4th    | 2011     | المركز الثالث (2005)                                 |
| الاتحاد الأوروبي لكرة القدم | بطولة أمم أوروبا تحت 17 سنة 2019      | إيطاليا          | 8th    | 2013     | المركز الرابع (1987)                                 |
| الاتحاد الأوروبي لكرة القدم | بطولة أمم أوروبا تحت 17 سنة 2019      | إسبانيا          | 10th   | 2017     | الوصيف (1991، 2003، 2007، 2017)                      |
| الاتحاد الأوروبي لكرة القدم | بطولة أمم أوروبا تحت 17 سنة 2019      | المجر            | 2nd    | 1985     | ربع النهائي (1985)                                   |

ملاحظات
1. ↑  حذفت غينيا من المنافسة من قبل الاتحاد الأفريقي لكرة القدم بدعوى تلفيق الأعمار. ووافقت اللجنة التنفيذية للاتحاد الأفريقي على أن تقوم السنغال باستبدالها.[14]
2. ↑  اكتشف اتحاد أوقيانوسيا بأن جزر سليمان، التي احتلت المركز الثاني في بطولة أوقيانوسيا تحت 16 سنة 2018، تعمدت إيفاد لاعب تجاوز السن المقرر كريس ساتو خلال البطولة. ونتيجة لذلك، فقد خسروا جميع النتائج ومكانهم في كأس العالم تحت 17 سنة 2019.[15] وقد استأنف اتحاد جزر سليمان لكرة القدم هذا القرار، واجتمعت اللجنة التنفيذية لاتحاد أوقيانوسيا للبت في أمر استبدالها بعد اختتام عملية الطعن وقررت تأييد هذا الاستئناف، وبالتالي السماح لجزر سليمان بالمشاركة في الدورة.[16]

## الأماكن
ستستخدم البطولة أربعة أماكن في ثلاث مدن.
| ملعب سيرينها          | الاستاد الأولمبي    |
| Capacity: 9,900       | Capacity: 13,500    |
|                       |                     |
| غاما، القطاع الفدرالي | كارياسيكا           |
| ملعب بيزيراو          | استاد كليبر أندرادي |
| Capacity: 20,310      | Capacity: 21,000    |
|                       |                     |

## التنظيم

### الشعار
كشف الستار عن الشعار الرسمي في 10 يوليو 2019 قبل البدء في السحب. يكتسب الشعار إلهامه من التاريخ الثري للبلد وتنوع المناظر الطبيعية، حيث تتجمع مجموعة متنوعة من العناصر المتميزة لتشكيل كأس البطولة. تستحضر القاعدة اللون الأخضر الخصب للمناظر الطبيعية في البرازيل. يقود الغطاء النباتي الكاسح عين المشاهد إلى ما بعد الأحمر الشديد للتربة البرازيلية والبرتقال الأصفر للأحجار الكريمة الشهيرة في البلاد نحو شخصية احتفالية. هذه الشخصية، بدورها، تصل إلى كرة، مستوحاة من تصميم الأعمدة المنحنية الشهيرة لكاتدرائية برازيليا، تحفة بواسطة المهندس المعماري البرازيلي الشهير أوسكار نيماير.

### التميمة
سيتم الكشف عن التميمة الرسمية في سبتمبر 2019.

## القرعة والجدول الزمني
كشف النقاب عن الجدول الزمني للمباريات في 10 يوليو 2019، أي اليوم السابق للسحب النهائي.
سيُعقد السحب النهائي في 11 يوليو 2019، الساعة 15:00 من توقيت وسط أوروبا الصيفي (ت ع م+02:00)، في مقر الاتحاد الدولي لكرة القدم في زيورخ، سويسرا. سيتم سحب الفرق الـ 24 إلى ست مجموعات من أربعة فرق. يتم تصنيف المضيفين البرازيل بصورة آلية إلى وعاء 1 ويتم تعيينهم في المركز أ1، في حين يتم تصنيف الفرق المتبقية في الأواني الخاصة بهم استنادًا إلى نتائجهم في آخر خمس بطولات كأس العالم تحت 17 سنة (البطولات الأكثر حداثة مرجحة بدرجة أكثر)، مع منح نقاط إضافية لأبطال الكونفدرالية. يتم سحب الفرق من وعاء 1 أولاً، يليها وعاء 2 ووعاء 3، وأخيراً وعاء 4، مع كل فريق (بصرف النظر عن البرازيل) ينجذب أيضًا إلى أحد المواقع داخل مجموعتهم. لا يمكن لأي مجموعة أن تضم أكثر من فريق من كل كونفيدرالية.
| وعاء 1                                                                 | وعاء 2                                                                             | وعاء 3                                                   | وعاء 4                                                      |
| ---------------------------------------------------------------------- | ---------------------------------------------------------------------------------- | -------------------------------------------------------- | ----------------------------------------------------------- |
| - البرازيل (المضيف/أ1) - المكسيك - نيجيريا - فرنسا - اليابان - إسبانيا | - الأرجنتين - الولايات المتحدة - نيوزيلندا - باراغواي - الإكوادور - كوريا الجنوبية | - إيطاليا - الكاميرون - أستراليا - تشيلي - كندا - هولندا | - أنغولا - هايتي - المجر - السنغال - جزر سليمان - طاجيكستان |

## الفرق
اللاعبون الذين ولدوا في 1 يناير 2002 وفي 31 ديسمبر 2004 أو بعده مؤهلون للتنافس في البطولة.
يجب أن يقوم كل فريق بتسمية فرقة أولية يتراوح عددها بين 22 و50 من اللاعبين. ومن الفريق الأولي، يتعين على الفريق تسمية فرقة نهائية مؤلفة من 21 لاعباً (يجب أن يكون ثلاثة منهم حراس مرمى) بحلول الموعد النهائي للاتحاد الدولي لكرة القدم. يمكن استبدال اللاعبين في التشكيلة النهائية بلاعب من الفريق الأولي بسبب إصابة خطيرة أو مرض بفترة تصل إلى 24 ساعة قبل بداية المقابلة الأولى للفريق.

## مرحلة المجموعات
يتقدم الفريقان الأولان لكل مجموعة وأربعة أفضل فرق في المركز الثالث إلى دور الـ16.
جميع الأوقات تكون محلية، توقيت البرازيل الصيفي (ت ع م–3).

### كسر التعادل
يحدد ترتيب الفرق في مرحلة المجموعات على النحو التالي:
1. النقاط التي تم الحصول عليها في جميع مباريات المجموعة (ثلاث نقاط للفوز، واحدة للتعادل، لا شيء للهزيمة)؛
2. فرق الأهداف في جميع مباريات المجموعة؛
3. عدد الأهداف المسجلة في جميع مباريات المجموعة؛
4. النقاط التي تم الحصول عليها في المباريات التي لعبت بين الفرق المعنية؛
5. فرق الأهداف في المباريات التي لعبت بين الفرق المعنية؛
6. عدد الأهداف المسجلة في المباريات التي لعبت بين الفرق المعنية؛
7. نقاط اللعب النزيه في جميع مباريات المجموعة (يمكن تطبيق خصم واحد فقط على لاعب في مباراة واحدة):   - بطاقة صفراء: −1 نقاط؛
  - بطاقة حمراء غير مباشرة (بطاقة صفراء ثانية): −3 نقاط؛
  - بطاقة حمراء مباشرة: −4 نقاط؛
  - بطاقة صفراء وبطاقة حمراء مباشرة: −5 نقاط؛
8. سحب القرعة.

### المجموعة ألف
| م | الفريق          | لعب | ف | ت | خ | أ.له | أ.ع | أ.ف | نقاط | التأهل                      |
| - | --------------- | --- | - | - | - | ---- | --- | --- | ---- | --------------------------- |
| 1 | البرازيل (A, H) | 3   | 3 | 0 | 0 | 9    | 1   | +8  | 9    | مرحلة خروج المغلوب          |
| 2 | أنغولا (A)      | 3   | 2 | 0 | 1 | 4    | 4   | 0   | 6    | مرحلة خروج المغلوب          |
| 3 | نيوزيلندا       | 3   | 1 | 0 | 2 | 2    | 5   | −3  | 3    | مرحلة خروج المغلوب المحتملة |
| 4 | كندا (E)        | 3   | 0 | 0 | 3 | 2    | 7   | −5  | 0    |                             |

| البرازيل                                             | 4–1   | كندا          |
| ---------------------------------------------------- | ----- | ------------- |
| - بيغلو 17'، 46' - فرانكلين 45+1' (ه.ذ.) - فيرون 56' | تقرير | - راسل-رو 86' |

| نيوزيلندا    | 1–2   | أنغولا                      |
| ------------ | ----- | --------------------------- |
| - غاربيت 54' | تقرير | - زيني 6' - بارك 60' (ه.ذ.) |

| أنغولا                   | 2–1   | كندا          |
| ------------------------ | ----- | ------------- |
| - زيني 31' - دافيد 90+4' | تقرير | - راسل-رو 49' |

| البرازيل                             | 3–0   | نيوزيلندا |
| ------------------------------------ | ----- | --------- |
| - كايو 20' - تاليس 81' - دييغو 90+1' | تقرير |           |

| أنغولا | 0–2   | البرازيل                |
| ------ | ----- | ----------------------- |
|        | تقرير | - تاليس 68' - فيرون 77' |

| كندا | 0–1   | نيوزيلندا    |
| ---- | ----- | ------------ |
|      | تقرير | - غاربيت 27' |

### المجموعة باء
| م | الفريق        | لعب | ف | ت | خ | أ.له | أ.ع | أ.ف | نقاط | التأهل                      |
| - | ------------- | --- | - | - | - | ---- | --- | --- | ---- | --------------------------- |
| 1 | نيجيريا (A)   | 3   | 2 | 0 | 1 | 8    | 6   | +2  | 6    | مرحلة خروج المغلوب          |
| 2 | الإكوادور (A) | 3   | 2 | 0 | 1 | 7    | 6   | +1  | 6    | مرحلة خروج المغلوب          |
| 3 | أستراليا (A)  | 3   | 1 | 1 | 1 | 5    | 5   | 0   | 4    | مرحلة خروج المغلوب المحتملة |
| 4 | المجر (E)     | 3   | 0 | 1 | 2 | 6    | 9   | −3  | 1    |                             |

| نيجيريا | 4–2 | المجر |
| ------- | --- | ----- |
|         |     |       |

| الإكوادور | 2–1 | أستراليا |
| --------- | --- | -------- |
|           |     |          |

| نيجيريا | 3–2 | الإكوادور |
| ------- | --- | --------- |
|         |     |           |

| أستراليا | 2–2 | المجر |
| -------- | --- | ----- |
|          |     |       |

| أستراليا | 2–1 | نيجيريا |
| -------- | --- | ------- |
|          |     |         |

| المجر | 2–3 | الإكوادور |
| ----- | --- | --------- |
|       |     |           |

### المجموعة جيم
| م | الفريق         | لعب | ف | ت | خ | أ.له | أ.ع | أ.ف | نقاط | التأهل                      |
| - | -------------- | --- | - | - | - | ---- | --- | --- | ---- | --------------------------- |
| 1 | كوريا الجنوبية | 0   | 0 | 0 | 0 | 0    | 0   | 0   | 0    | مرحلة خروج المغلوب          |
| 2 | هايتي          | 0   | 0 | 0 | 0 | 0    | 0   | 0   | 0    | مرحلة خروج المغلوب          |
| 3 | فرنسا          | 0   | 0 | 0 | 0 | 0    | 0   | 0   | 0    | مرحلة خروج المغلوب المحتملة |
| 4 | تشيلي          | 0   | 0 | 0 | 0 | 0    | 0   | 0   | 0    |                             |

| فرنسا | المباراة 6 | تشيلي |
| ----- | ---------- | ----- |
|       |            |       |

| كوريا الجنوبية | المباراة 5 | هايتي |
| -------------- | ---------- | ----- |
|                |            |       |

| كوريا الجنوبية | المباراة 17 | فرنسا |
| -------------- | ----------- | ----- |
|                |             |       |

| تشيلي | المباراة 18 | هايتي |
| ----- | ----------- | ----- |
|       |             |       |

| تشيلي | المباراة 29 | كوريا الجنوبية |
| ----- | ----------- | -------------- |
|       |             |                |

| هايتي | المباراة 30 | فرنسا |
| ----- | ----------- | ----- |
|       |             |       |

### المجموعة دال
| م | الفريق           | لعب | ف | ت | خ | أ.له | أ.ع | أ.ف | نقاط | التأهل                      |
| - | ---------------- | --- | - | - | - | ---- | --- | --- | ---- | --------------------------- |
| 1 | الولايات المتحدة | 0   | 0 | 0 | 0 | 0    | 0   | 0   | 0    | مرحلة خروج المغلوب          |
| 2 | السنغال          | 0   | 0 | 0 | 0 | 0    | 0   | 0   | 0    | مرحلة خروج المغلوب          |
| 3 | اليابان          | 0   | 0 | 0 | 0 | 0    | 0   | 0   | 0    | مرحلة خروج المغلوب المحتملة |
| 4 | هولندا           | 0   | 0 | 0 | 0 | 0    | 0   | 0   | 0    |                             |

| الولايات المتحدة | المباراة 7 | السنغال |
| ---------------- | ---------- | ------- |
|                  |            |         |

| اليابان | المباراة 8 | هولندا |
| ------- | ---------- | ------ |
|         |            |        |

| هولندا | المباراة 20 | السنغال |
| ------ | ----------- | ------- |
|        |             |         |

| الولايات المتحدة | المباراة 19 | اليابان |
| ---------------- | ----------- | ------- |
|                  |             |         |

| هولندا | المباراة 31 | الولايات المتحدة |
| ------ | ----------- | ---------------- |
|        |             |                  |

| السنغال | المباراة 32 | اليابان |
| ------- | ----------- | ------- |
|         |             |         |

### المجموعة هاء
| م | الفريق    | لعب | ف | ت | خ | أ.له | أ.ع | أ.ف | نقاط | التأهل                      |
| - | --------- | --- | - | - | - | ---- | --- | --- | ---- | --------------------------- |
| 1 | إسبانيا   | 0   | 0 | 0 | 0 | 0    | 0   | 0   | 0    | مرحلة خروج المغلوب          |
| 2 | الأرجنتين | 0   | 0 | 0 | 0 | 0    | 0   | 0   | 0    | مرحلة خروج المغلوب          |
| 3 | طاجيكستان | 0   | 0 | 0 | 0 | 0    | 0   | 0   | 0    | مرحلة خروج المغلوب المحتملة |
| 4 | الكاميرون | 0   | 0 | 0 | 0 | 0    | 0   | 0   | 0    |                             |

| إسبانيا | المباراة 9 | الأرجنتين |
| ------- | ---------- | --------- |
|         |            |           |

| طاجيكستان | المباراة 10 | الكاميرون |
| --------- | ----------- | --------- |
|           |             |           |

| إسبانيا | المباراة 21 | طاجيكستان |
| ------- | ----------- | --------- |
|         |             |           |

| الكاميرون | المباراة 22 | الأرجنتين |
| --------- | ----------- | --------- |
|           |             |           |

| الكاميرون | المباراة 33 | إسبانيا |
| --------- | ----------- | ------- |
|           |             |         |

| الأرجنتين | المباراة 34 | طاجيكستان |
| --------- | ----------- | --------- |
|           |             |           |

### المجموعة واو
| م | الفريق     | لعب | ف | ت | خ | أ.له | أ.ع | أ.ف | نقاط | التأهل                      |
| - | ---------- | --- | - | - | - | ---- | --- | --- | ---- | --------------------------- |
| 1 | جزر سليمان | 0   | 0 | 0 | 0 | 0    | 0   | 0   | 0    | مرحلة خروج المغلوب          |
| 2 | إيطاليا    | 0   | 0 | 0 | 0 | 0    | 0   | 0   | 0    | مرحلة خروج المغلوب          |
| 3 | باراغواي   | 0   | 0 | 0 | 0 | 0    | 0   | 0   | 0    | مرحلة خروج المغلوب المحتملة |
| 4 | المكسيك    | 0   | 0 | 0 | 0 | 0    | 0   | 0   | 0    |                             |

| جزر سليمان | المباراة 11 | إيطاليا |
| ---------- | ----------- | ------- |
|            |             |         |

| باراغواي | المباراة 12 | المكسيك |
| -------- | ----------- | ------- |
|          |             |         |

| جزر سليمان | المباراة 23 | باراغواي |
| ---------- | ----------- | -------- |
|            |             |          |

| المكسيك | المباراة 24 | إيطاليا |
| ------- | ----------- | ------- |
|         |             |         |

| المكسيك | المباراة 35 | جزر سليمان |
| ------- | ----------- | ---------- |
|         |             |            |

| إيطاليا | المباراة 36 | باراغواي |
| ------- | ----------- | -------- |
|         |             |          |

### ترتيب فرق المركز الثالث
يتقدم أفضل أربعة فرق في المركز الثالث من المجموعات الست إلى مرحلة خروج المغلوب إلى جانب الفائزين الستة في المجموعات وستة من الوصيفين.
| م | مج  | الفريق                     | لعب | ف | ت | خ | أ.له | أ.ع | أ.ف | نقاط | التأهل             |
| - | --- | -------------------------- | --- | - | - | - | ---- | --- | --- | ---- | ------------------ |
| 1 | ألف | المركز الثالث المجموعة ألف | 0   | 0 | 0 | 0 | 0    | 0   | 0   | 0    | مرحلة خروج المغلوب |
| 2 | باء | المركز الثالث المجموعة باء | 0   | 0 | 0 | 0 | 0    | 0   | 0   | 0    | مرحلة خروج المغلوب |
| 3 | جيم | المركز الثالث المجموعة جيم | 0   | 0 | 0 | 0 | 0    | 0   | 0   | 0    | مرحلة خروج المغلوب |
| 4 | دال | المركز الثالث المجموعة دال | 0   | 0 | 0 | 0 | 0    | 0   | 0   | 0    | مرحلة خروج المغلوب |
| 5 | هاء | المركز الثالث المجموعة هاء | 0   | 0 | 0 | 0 | 0    | 0   | 0   | 0    |                    |
| 6 | واو | المركز الثالث المجموعة واو | 0   | 0 | 0 | 0 | 0    | 0   | 0   | 0    |                    |

في المرحلة التالية، ستتبارى الفرق الأربعة في المركز الثالث مع الفائزين بالمجموعات ألف وباء وجيم ودال حسب لوائح البطولة.

## مرحلة خروج المغلوب
في مرحلة خروج المغلوب، إذا كانت المباراة متساوية في نهاية 90 دقيقة من وقت اللعب العادي، سيتم تحديد المباراة عن طريق ركلات الترجيح لتحديد الفائز (لن يتم لعب أي وقت إضافي).
في دور الـ16، ستتبارى الفرق الأربعة في المركز الثالث مع الفائزين في المجموعات ألف وباء وجيم ودال. تعتمد المباريات المحددة التي تشارك فيها الفرق ذات المركز الثالث على أي من الفرق الأربعة ذات المركز الثالث المؤهلة لدور الـ16:
| فرق المركز الثالث تتأهل من المجموعات | فرق المركز الثالث تتأهل من المجموعات | فرق المركز الثالث تتأهل من المجموعات | فرق المركز الثالث تتأهل من المجموعات | فرق المركز الثالث تتأهل من المجموعات | فرق المركز الثالث تتأهل من المجموعات |    | 1A vs | 1B vs | 1C vs | 1D vs |
| ------------------------------------ | ------------------------------------ | ------------------------------------ | ------------------------------------ | ------------------------------------ | ------------------------------------ | -- | ----- | ----- | ----- | ----- |
| A                                    | B                                    | C                                    | D                                    |                                      |                                      | 3C | 3D    | 3A    | 3B    |       |
| A                                    | B                                    | C                                    |                                      | E                                    |                                      | 3C | 3A    | 3B    | 3E    |       |
| A                                    | B                                    | C                                    |                                      |                                      | F                                    | 3C | 3A    | 3B    | 3F    |       |
| A                                    | B                                    |                                      | D                                    | E                                    |                                      | 3D | 3A    | 3B    | 3E    |       |
| A                                    | B                                    |                                      | D                                    |                                      | F                                    | 3D | 3A    | 3B    | 3F    |       |
| A                                    | B                                    |                                      |                                      | E                                    | F                                    | 3E | 3A    | 3B    | 3F    |       |
| A                                    |                                      | C                                    | D                                    | E                                    |                                      | 3C | 3D    | 3A    | 3E    |       |
| A                                    |                                      | C                                    | D                                    |                                      | F                                    | 3C | 3D    | 3A    | 3F    |       |
| A                                    |                                      | C                                    |                                      | E                                    | F                                    | 3C | 3A    | 3F    | 3E    |       |
| A                                    |                                      |                                      | D                                    | E                                    | F                                    | 3D | 3A    | 3F    | 3E    |       |
|                                      | B                                    | C                                    | D                                    | E                                    |                                      | 3C | 3D    | 3B    | 3E    |       |
|                                      | B                                    | C                                    | D                                    |                                      | F                                    | 3C | 3D    | 3B    | 3F    |       |
|                                      | B                                    | C                                    |                                      | E                                    | F                                    | 3E | 3C    | 3B    | 3F    |       |
|                                      | B                                    |                                      | D                                    | E                                    | F                                    | 3E | 3D    | 3B    | 3F    |       |
|                                      |                                      | C                                    | D                                    | E                                    | F                                    | 3C | 3D    | 3F    | 3E    |       |

### مرحلة الاقصاء
|  | Round of 16                    | Round of 16                    |                                |       | Quarter-finals    | Quarter-finals    |                  |                  | Semi-finals | Semi-finals |  |  | النهائي | النهائي |
|  |                                |                                |                                |       |                   |                   |                  |                  |             |             |  |  |         |         |
|  | 5 نوفمبر – Goiânia (Olímpico)  |                                |                                |       |                   |                   |                  |                  |             |             |  |  |         |         |
|  |                                |                                |                                |       |                   |                   |                  |                  |             |             |  |  |         |         |
|  | أنغولا                         | 0                              |                                |       |                   |                   |                  |                  |             |             |  |  |         |         |
|  | أنغولا                         | 0                              | 10 نوفمبر – Cariacica          |       |                   |                   |                  |                  |             |             |  |  |         |         |
|  | كوريا الجنوبية                 | 1                              |                                |       |                   |                   |                  |                  |             |             |  |  |         |         |
|  | كوريا الجنوبية                 | 1                              | كوريا الجنوبية                 | 0     |                   |                   |                  |                  |             |             |  |  |         |         |
|  | 6 نوفمبر – Gama                |                                | كوريا الجنوبية                 | 0     |                   |                   |                  |                  |             |             |  |  |         |         |
|  |                                | المكسيك                        | 1                              |       |                   |                   |                  |                  |             |             |  |  |         |         |
|  | اليابان                        | المكسيك                        | 1                              | 0     |                   |                   |                  |                  |             |             |  |  |         |         |
|  | اليابان                        |                                | 14 نوفمبر – Gama               | 0     |                   |                   |                  |                  |             |             |  |  |         |         |
|  | المكسيك                        | 2                              |                                |       |                   |                   |                  |                  |             |             |  |  |         |         |
|  | المكسيك                        | 2                              | المكسيك (ج.)                   | 1 (4) |                   |                   |                  |                  |             |             |  |  |         |         |
|  | 5 نوفمبر – Goiânia (Olímpico)  |                                | المكسيك (ج.)                   | 1 (4) |                   |                   |                  |                  |             |             |  |  |         |         |
|  |                                | هولندا                         | 1 (3)                          |       |                   |                   |                  |                  |             |             |  |  |         |         |
|  | نيجيريا                        | هولندا                         | 1 (3)                          | 1     |                   |                   |                  |                  |             |             |  |  |         |         |
|  | نيجيريا                        | 10 نوفمبر – Cariacica          |                                | 1     |                   |                   |                  |                  |             |             |  |  |         |         |
|  | هولندا                         | 3                              |                                |       |                   |                   |                  |                  |             |             |  |  |         |         |
|  | هولندا                         | 3                              | هولندا                         | 4     |                   |                   |                  |                  |             |             |  |  |         |         |
|  | 7 نوفمبر – Cariacica           |                                | هولندا                         | 4     |                   |                   |                  |                  |             |             |  |  |         |         |
|  |                                | باراغواي                       | 1                              |       |                   |                   |                  |                  |             |             |  |  |         |         |
|  | باراغواي                       | باراغواي                       | 1                              | 3     |                   |                   |                  |                  |             |             |  |  |         |         |
|  | باراغواي                       |                                | 17 نوفمبر – Gama               | 3     |                   |                   |                  |                  |             |             |  |  |         |         |
|  | الأرجنتين                      | 2                              |                                |       |                   |                   |                  |                  |             |             |  |  |         |         |
|  | الأرجنتين                      | 2                              | المكسيك                        | 1     |                   |                   |                  |                  |             |             |  |  |         |         |
|  | 6 نوفمبر – Goiânia (Serrinha) ‏ |                                | المكسيك                        | 1     |                   |                   |                  |                  |             |             |  |  |         |         |
|  |                                | البرازيل                       | 2                              |       |                   |                   |                  |                  |             |             |  |  |         |         |
|  | إسبانيا                        | البرازيل                       | 2                              | 2     |                   |                   |                  |                  |             |             |  |  |         |         |
|  | إسبانيا                        | 11 نوفمبر – Goiânia (Olímpico) |                                | 2     |                   |                   |                  |                  |             |             |  |  |         |         |
|  | السنغال                        | 1                              |                                |       |                   |                   |                  |                  |             |             |  |  |         |         |
|  | السنغال                        | 1                              | إسبانيا                        | 1     |                   |                   |                  |                  |             |             |  |  |         |         |
|  | 6 نوفمبر – Goiânia (Serrinha) ‏ |                                | إسبانيا                        | 1     |                   |                   |                  |                  |             |             |  |  |         |         |
|  |                                | فرنسا                          | 6                              |       |                   |                   |                  |                  |             |             |  |  |         |         |
|  | فرنسا                          | فرنسا                          | 6                              | 4     |                   |                   |                  |                  |             |             |  |  |         |         |
|  | فرنسا                          |                                | 14 نوفمبر – Gama               | 4     |                   |                   |                  |                  |             |             |  |  |         |         |
|  | أستراليا                       | 0                              |                                |       |                   |                   |                  |                  |             |             |  |  |         |         |
|  | أستراليا                       | 0                              | فرنسا                          | 2     |                   |                   |                  |                  |             |             |  |  |         |         |
|  | 7 نوفمبر – Cariacica           |                                | فرنسا                          | 2     |                   |                   |                  |                  |             |             |  |  |         |         |
|  |                                | البرازيل                       | 3                              |       | Third place match | Third place match |                  |                  |             |             |  |  |         |         |
|  | الإكوادور                      | البرازيل                       | 3                              | 0     | Third place match | Third place match |                  |                  |             |             |  |  |         |         |
|  | الإكوادور                      | 11 نوفمبر – Goiânia (Olímpico) | 11 نوفمبر – Goiânia (Olímpico) | 0     |                   |                   | 17 نوفمبر – Gama | 17 نوفمبر – Gama |             |             |  |  |         |         |
|  | إيطاليا                        | 11 نوفمبر – Goiânia (Olímpico) | 11 نوفمبر – Goiânia (Olímpico) | 1     |                   |                   | 17 نوفمبر – Gama | 17 نوفمبر – Gama |             |             |  |  |         |         |
|  | إيطاليا                        | إيطاليا                        | 0                              | 1     | هولندا            | 1                 |                  |                  |             |             |  |  |         |         |
|  | 6 نوفمبر – Gama                | إيطاليا                        | 0                              |       | هولندا            | 1                 |                  |                  |             |             |  |  |         |         |
|  |                                | البرازيل                       | 2                              |       | فرنسا             | 3                 |                  |                  |             |             |  |  |         |         |
|  | البرازيل                       | البرازيل                       | 2                              | 3     | فرنسا             | 3                 |                  |                  |             |             |  |  |         |         |
|  | البرازيل                       |                                |                                | 3     |                   |                   |                  |                  |             |             |  |  |         |         |
|  | تشيلي                          | 2                              |                                |       |                   |                   |                  |                  |             |             |  |  |         |         |
|  | تشيلي                          | 2                              |                                |       |                   |                   |                  |                  |             |             |  |  |         |         |

### دور الـ16
| أنغولا | 0–1   | كوريا الجنوبية     |
| ------ | ----- | ------------------ |
|        | تقرير | - Choi Min-seo 33' |

| نيجيريا        | 1–3   | هولندا                        |
| -------------- | ----- | ----------------------------- |
| - Olusegun 12' | تقرير | - Hansen 4'، 15'، 80' (ركلة.) |

| إسبانيا                    | 2–1   | السنغال        |
| -------------------------- | ----- | -------------- |
| - Navarro 27' - Valera 59' | تقرير | - S. Faye ‏ 85' |

| اليابان | 0–2   | المكسيك                   |
| ------- | ----- | ------------------------- |
|         | تقرير | - Pizzuto 57' - Muñóz 74' |

| البرازيل                             | 3–2   | تشيلي           |
| ------------------------------------ | ----- | --------------- |
| - Kaio 8'، 45+2' (ركلة.) - Diego 65' | تقرير | - Cruz 25'، 41' |

| فرنسا                             | 4–0   | أستراليا |
| --------------------------------- | ----- | -------- |
| - Mbuku 6'، 74'، 82' - Millot 87' | تقرير |          |

| الإكوادور | 0–1   | إيطاليا         |
| --------- | ----- | --------------- |
|           | تقرير | - Oristanio 76' |

| باراغواي                                       | 3–2   | الأرجنتين                  |
| ---------------------------------------------- | ----- | -------------------------- |
| - Cano 58' (ه.ذ.) - Torres 73' - D. Duarte 86' | تقرير | - Zeballos 27' - Godoy 42' |

### ربع النهائي
| هولندا                                             | 4–1   | باراغواي          |
| -------------------------------------------------- | ----- | ----------------- |
| - Hoever 30' - Hansen 40' - Braaf 78' - Ünüvar 86' | تقرير | - D. Duarte 45+1' |

| كوريا الجنوبية | 0–1   | المكسيك     |
| -------------- | ----- | ----------- |
|                | تقرير | - Ávila 77' |

| إسبانيا     | 1–6   | فرنسا                                                                                |
| ----------- | ----- | ------------------------------------------------------------------------------------ |
| - Valera 9' | تقرير | - Kouassi 21' - Mbuku 36' - Lihadji 46' - Pembélé 54' - Rutter 59' - Aouchiche 90+3' |

| إيطاليا | 0–2   | البرازيل                  |
| ------- | ----- | ------------------------- |
|         | تقرير | - Patryck 6' - Peglow 40' |

### نصف النهائي
| المكسيك                                                    | 1–1   | هولندا                                                  |
| ---------------------------------------------------------- | ----- | ------------------------------------------------------- |
| - Álvarez 79'                                              | تقرير | - Muñóz 74' (ه.ذ.)                                      |
| ركلات الترجيح                                              |       |                                                         |
| - Álvarez - Muñóz - A. Gómez - Pizzuto - J. Gómez - Guzmán | 4–3   | - Maatsen - Ünüvar - Taabouni - Braaf - Hansen - Regeer |

| فرنسا                       | 2–3   | البرازيل                            |
| --------------------------- | ----- | ----------------------------------- |
| - Kalimuendo 7' - Mbuku 13' | تقرير | - Kaio 62' - Veron 76' - Lázaro 89' |

### مباراة المركز الثالث
| هولندا         | 1–3   | فرنسا                      |
| -------------- | ----- | -------------------------- |
| - Taabouni 15' | تقرير | - Kalimuendo 22'، 54'، 62' |

### النهائي
| المكسيك        | 1–2   | البرازيل                          |
| -------------- | ----- | --------------------------------- |
| - González 66' | تقرير | - Kaio 84' (ركلة.) - Lázaro 90+3' |

## الرعاية
| - أديداس - كوكا كولا - هيونداي موتور–كيا | - الخطوط الجوية القطرية - فيزا - مجموعة واندا |

## وصلات خارجية
- الموقع الرسمي